# Halecium nullinodum
Halecium nullinodum is een hydroïdpoliep uit de familie Haleciidae. De poliep komt uit het geslacht Halecium. Halecium nullinodum werd in 1935 voor het eerst wetenschappelijk beschreven door Fraser. 